# 최유희
최유희(崔由姫, 1984년 9월 29일~)는 대한민국의 여성 발레 무용수이다. 영국 로얄 발레단 소속으로, 영국에서 주로 활동하고 있다.